# Museu Antônio Parreiras

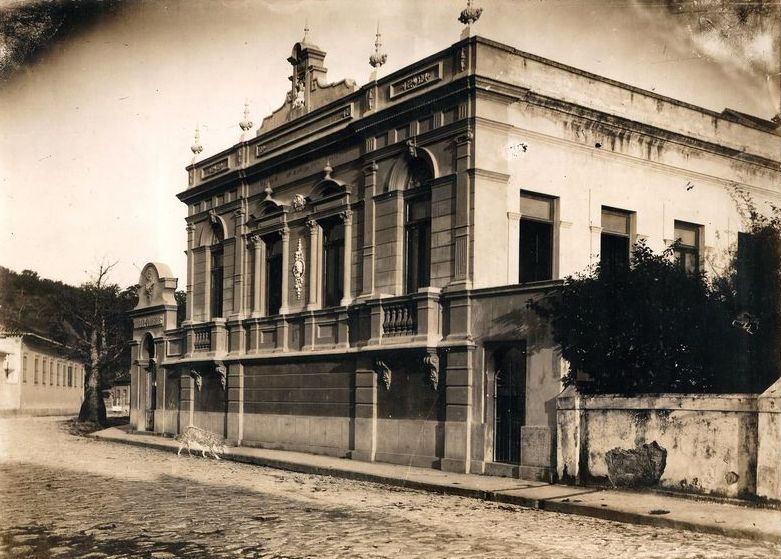
Fassade der Wohnsitzes von Antônio Parreiras (1907).

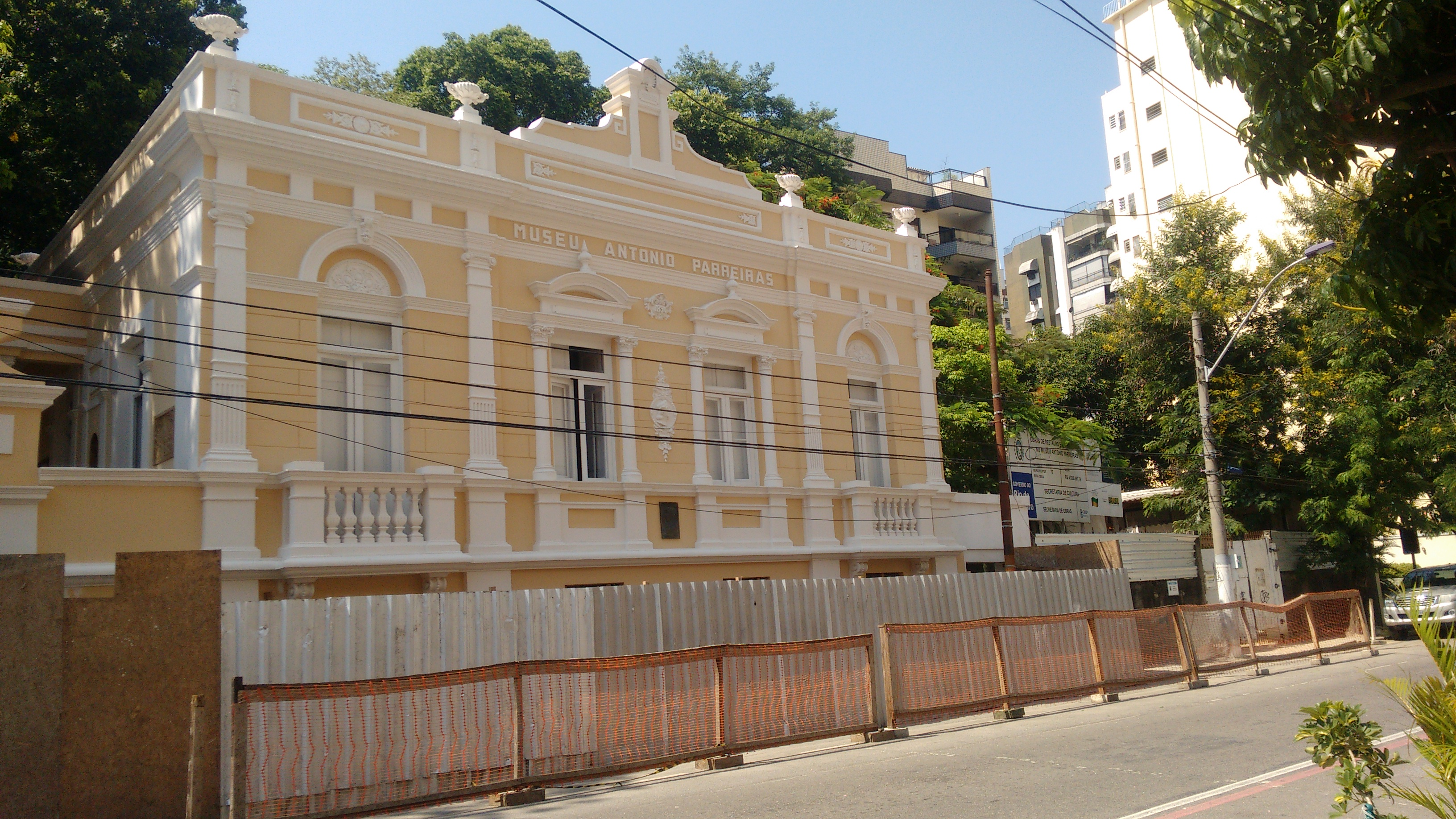
Fassade des Museu Antônio Parreiras.

Das Museu Antônio Parreiras (MAP), deutsch Antônio-Parreiras-Museum, ist ein Künstlermuseum, das der Bewahrung der Erinnerung und der Werke von Antônio Parreiras (1860–1937), einem der bedeutendsten brasilianischen Maler der Belle Époque Rio de Janeiros, gewidmet ist. Es befindet sich in der Rua Tiradentes im Stadtteil (bairro) Ingá in Niterói im Bundesstaat Rio de Janeiro. Es ist ein staatliches Museum, das der Kunststiftung des Staates Rio de Janeiro und dem Staatssekretariat für Kultur von Rio de Janeiro unterstellt ist. Seine Gesamtfläche umfasst 5000 Quadratmeter; davon sind 1000 Quadratmeter reine Ausstellungsfläche.

## Geschichte
Die ehemalige Residenz von Parreiras ist ein von Ramos de Azevedo (1851–1928) entworfenes und 1894 erbautes Herrenhaus, eine der Stadtvillen Rios. Es ist eines der wichtigeren Gebäude, die der in São Paulo beheimatete vielseitige Architekt in der Metropolregion Rio de Janeiro entworfen hatte.
Das Museum wurde am 21. Januar 1942 eingeweiht und befindet sich in drei Gebäuden, die dem Maler und seiner Familie gehörten: seinem ehemaligen Wohnsitz, seinem Atelier und dem Wohnsitz seines Sohnes Dakir (1894–1967) und seiner Tochter Olga. In der vormaligen Residenz wurden die Ausstellungsräume und die Verwaltung des Museums installiert. In seinem 1912 errichteten Atelier befinden sich weitere Ausstellungsräume.
Das Museum wurde 1967 vom Instituto do Patrimônio Histórico e Artístico Nacional (IPHAN) in die Kulturdenkmalliste aufgenommen. Der Garten mit 4000 Quadratmetern wurde vom Künstler entworfen und gepflanzt.
Erster Museumsleiter war der Kunstkritiker Jefferson Ávila Júnior. Nach dessen Tod 1973 folgte bis 1976 Carlos Roberto Maciel Levy. Derzeit (Stand 2018) ist die Kunstwissenschaftlerin Kátia de Marco Direktorin des Museums.

## Sammlung
Die Sammlung des MAP zeigt zwei wesentliche Aspekte von Parreiras Beitrag zur Geschichte der brasilianischen Kultur: seine impressionistische Interpretation der brasilianischen Umwelt und seine bereits moderne Haltung vor der eigentlichen Moderne, dem modernismo brasileiro.
Antônio Parreiras war ein Landschaftsmaler und Vertreter der Pleinairmalerei. Beeinflusst wurde er von dem deutschen Kunstprofessor Johann Georg Grimm, die Maler um Grimm wurden später als Grupo Grimm bekannt, von denen sich Werke auch im Museum befinden. Seine Aufgabe sah er darin, das Licht Brasiliens in Farbe zu verwandeln. Er reiste in und durchwanderte auch Brasilien, wobei zahlreiche Skizzen entstanden.
Die Sammlung des Museums besteht aus mehr als 2000 Objekten und gliedert sich in einen künstlerischen und nicht-künstlerische Teil. In der künstlerischen Sammlung finden sich Gemälde und Zeichnungen aus den Jahren 1883 bis 1937 sowie Werke brasilianischer Kunst des 19. und 20. Jahrhunderts von Malern wie Georg Grimm, Nicolau Antonio Facchinetti (1824–1900), Eliseu Visconti (1866–1944), Henrique Cavalleiro (1892–1975) oder zu Lucílio und von Georgina de Albuquerque. Sie enthält ebenso aus der Sammlung Alberto Lamego Werke der europäischen Kunst mit flämischen, französischen und italienischen Gemälden des 16. und 17. Jahrhunderts. Der nicht-künstlerische Bereich umfasst persönliche Gegenstände des Künstlers und zeigt Malutensilien wie Paletten, Pinsel, Staffeleien, Malkästen, Möbel, Dokumente, Manuskripte, Fotografien und Glasnegative sowie eine kleine Bibliothek.

Werke aus der Museumssammlung
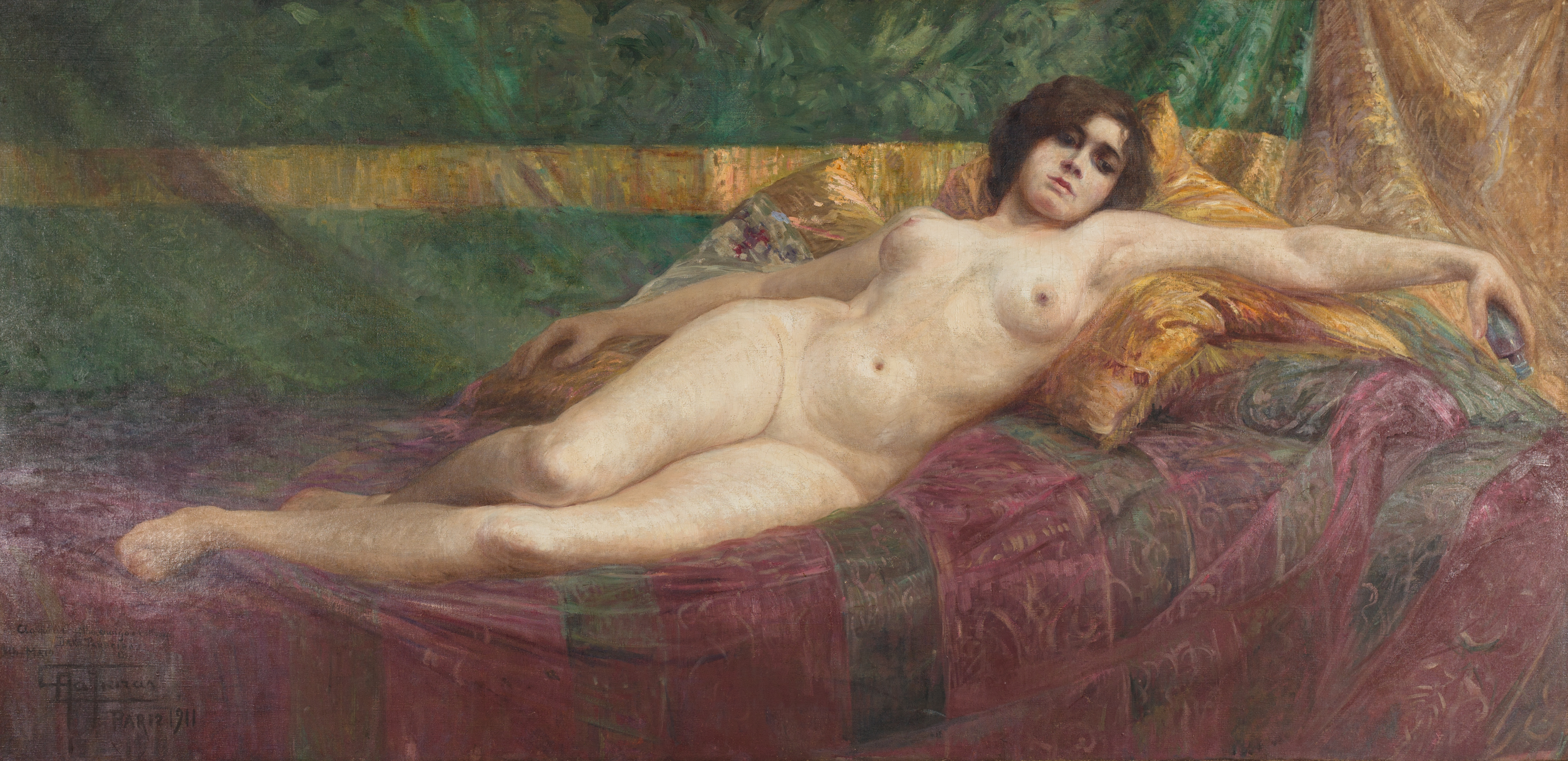
Dolorida, 1909
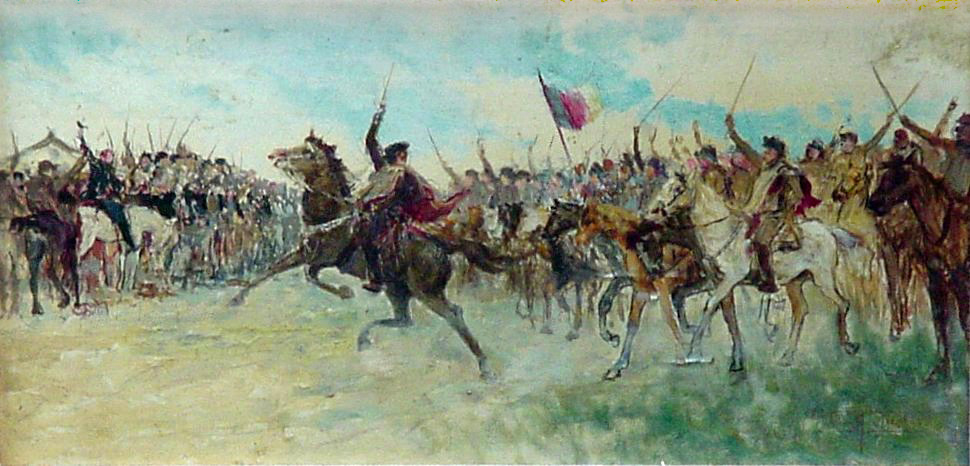
Ausrufung der Republik Piratini, 1915
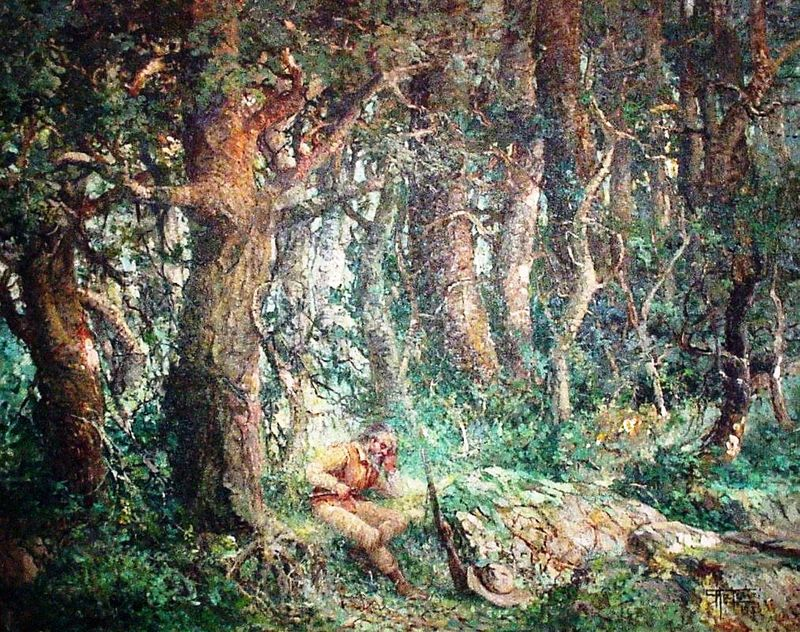
Beckmann, 1936
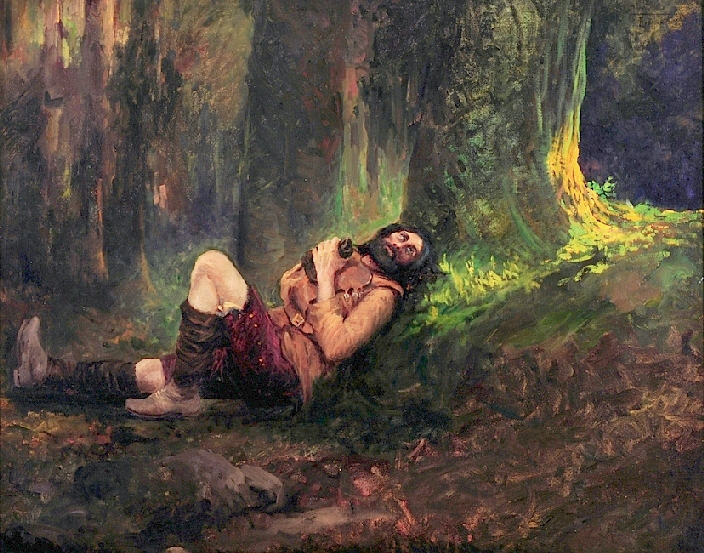
Tod des Bandeirante, etwa 1911
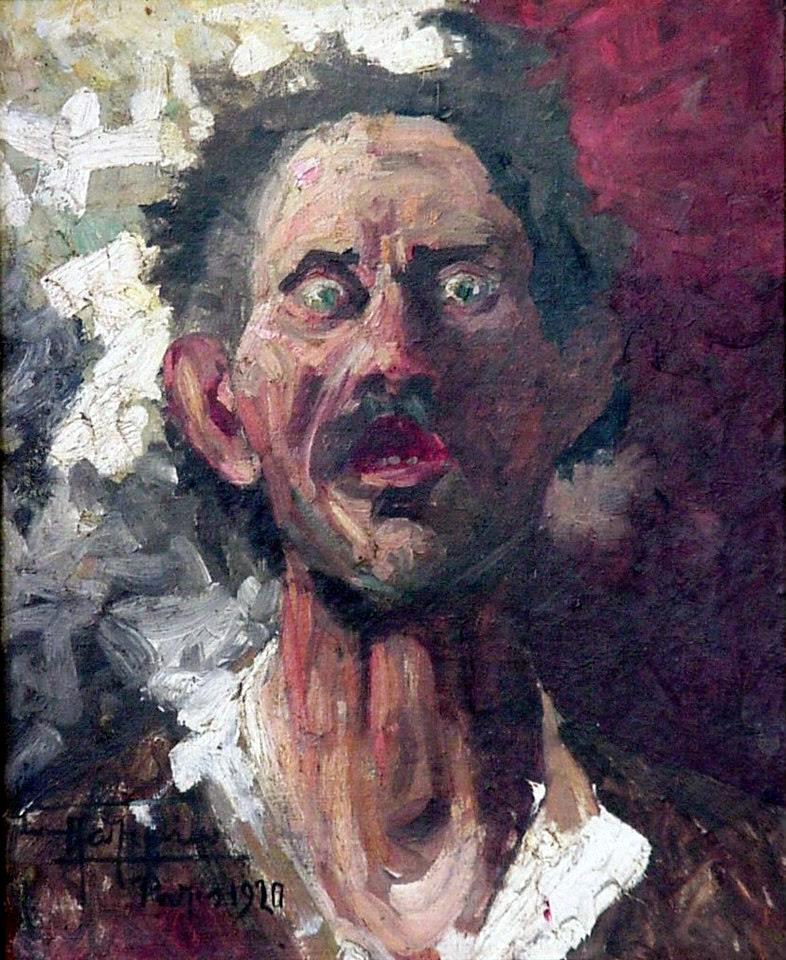
Der Verrückte von Chevillat, 1920